# بلدية ببيت
بلدية ببيت (بالإنجليزية: Babīte Municipality)‏ هي بلدية في لاتفيا، تتبع لاتفيا، بلغ عدد سكانها 8٬865 نسمة، عاصمتها Piņķi ‏.

## الموقع
تشترك في الحدود مع:
- ريغا
- بلدية جيلغافا
- بلدية أولاين
- بلدية توكومز
- جورمالا
- بلدية ماروب.

## التقسيمات الإدارية
- Sala Parish, Mārupe Municipality [الإنجليزية]‏
- Babīte Parish [الإنجليزية]‏.